# انری پنتینس
انری پنتینس (انگلیسی: Henri Pintens; تاریخ ورودی نامعتبر است – ۱ ژانویهٔ ۲۰۰۰) ورزشکار اهل بلژیک بود.